# Service de protection contre l'incendie de la Ville de Québec
Le Service de protection contre l'incendie de la Ville de Québec, connu sous l'acronyme SPCIQ, est le corps des sapeurs-pompiers professionnel de  Québec responsable de la prévention d'incendie, de la lutte des incendies et de sauvetages sur le territoire de l'agglomération de Québec.

## Histoire
L’organisation de la lutte contre les incendies à Québec prend forme en 1769 avec la création de la Société du feu, première entité structurée destinée à la protection contre les incendies. À ses débuts, cette organisation privée repose sur un groupe restreint de pompiers volontaires équipés de moyens rudimentaires, dont des échelles, seaux, haches, piques et pompes à bras importées d’Angleterre. À une époque où les bâtiments sont principalement construits en bois, la stratégie consiste à faire tomber rapidement les structures en flammes afin de limiter la propagation du feu.
Au XIXᵉ siècle, la Société du feu obtient un statut public et est placée sous l’autorité de la Cité de Québec. Toutefois, ce service demeure limité dans ses capacités d’intervention, comme le démontrent les grands incendies de 1845, qui comptent parmi les pires catastrophes de l’histoire de la ville.

### Les incendies de 1845
Le 28 mai 1845, un incendie majeur ravage le faubourg Saint-Roch, détruisant presque entièrement ce quartier densément peuplé. Ce sinistre, qui réduit en cendres près d’un tiers de la ville, met en évidence les lacunes du système de lutte contre les incendies de l’époque : l’absence d’un réseau d’aqueduc, la prédominance des bâtiments en bois et l’équipement limité des pompiers. À peine un mois plus tard, le 28 juin 1845, un second incendie éclate, cette fois dans les faubourgs Saint-Jean et Saint-Louis, causant des destructions encore plus importantes. L’ampleur du brasier est telle que les lueurs des flammes sont visibles jusqu’au lac Saint-Pierre, à plus de 160 km de Québec. En l’espace d’un mois, les deux tiers de la ville sont ravagés par le feu, et plus de 20 000 personnes se retrouvent sans abri.
À l’époque, les décisions administratives avaient déjà fragilisé la capacité d’intervention du service d’incendie. En mars 1845, soit quelques semaines avant le premier incendie, le Conseil de Ville avait réduit le nombre de compagnies de pompiers volontaires, aggravant ainsi le manque d’effectifs face aux sinistres qui allaient suivre.
La tragédie de 1845 suscite une forte mobilisation et un élan de solidarité à Québec et à l’international. Des fonds sont collectés jusqu’aux États-Unis et au Royaume-Uni pour venir en aide aux sinistrés. Face à l’ampleur des pertes, des réformes majeures sont adoptées pour améliorer la prévention et la lutte contre les incendies. Le nombre de compagnies de pompiers est augmenté, et de nouveaux règlements de construction imposent l’utilisation de matériaux incombustibles comme la pierre et la brique pour limiter la propagation du feu. Des rues sont élargies afin d’améliorer l’accès aux secours, et des puits et citernes publics sont établis en attendant la construction d’un réseau d’aqueduc, qui sera mis en place dans les années 1850.

### Structuration et modernisation du service
Malgré ces améliorations, un nouvel incendie dévastateur en 1866 démontre encore les limites des moyens en place. En réponse, la Ville de Québec crée officiellement le Département du feu, marquant un tournant décisif dans la professionnalisation du service d’incendie. Cette réorganisation entraîne l’embauche des premiers pompiers à temps plein et la création des six premières casernes de la ville, assurant ainsi une présence permanente d’équipes d’intervention.
Dans la foulée des efforts visant à structurer la gestion des incendies, le 24 février 1868, une loi est sanctionnée permettant au lieutenant-gouverneur du Québec de nommer deux commissaires aux incendies, l’un pour Québec et l’autre pour Montréal. Ces commissaires, appelés à l’époque prévôts, ont pour mission d’enquêter sur tous les incendies afin d’en déterminer les causes, qu’elles soient accidentelles ou criminelles.
Au début du XXᵉ siècle, le Conseil de la Cité de Québec approuve la création du Bureau de la prévention contre les incendies, répondant ainsi à une demande du Comité du Feu. Cette entité prend officiellement le nom de Bureau du commissaire des incendies en 1929, consolidant ainsi les efforts de prévention et d’enquête sur les incendies à Québec.
Parallèlement, le service connaît une modernisation avec l’introduction des premiers véhicules motorisés, remplaçant progressivement les pompes à bras et les attelages tirés par des chevaux. Les camions à échelle font leur apparition, de même que les premiers appareils radio embarqués, facilitant la coordination des interventions. En 1917, la Ville de Québec crée un Bureau de prévention des incendies, officialisant l’intégration d’une approche préventive à la mission du service.
L’évolution du Service de protection contre l’incendie se poursuit au fil des décennies, s’adaptant aux nouveaux défis urbains et technologiques. En 1992, les premières femmes intègrent officiellement les rangs du service, marquant une ouverture vers une plus grande diversité au sein du personnel. En plus des interventions d’urgence, la prévention et l’éducation du public deviennent des volets essentiels de la mission du service, visant à réduire les risques d’incendie et à sensibiliser la population aux bonnes pratiques en matière de sécurité.

## Directeurs du Service de protection contre l'incendie de la Ville de Québec
- 1866-1870 : John Fergusson
- 1870-1872 : Félix Saint-Michel
- 1872-1877 : T.-J. Lemieux
- 1877-1906 : Thomas Dorval
- 1906-1911 : William Fitzback
- 1911-1917 : Philippe Hamel
- 1917-1920 : Louis Talbot
- 1920-1931 : Lawrence Donnely
- 1931-1958 : Rosaire Beaulieu
- 1958-1962 : Albert Talbot
- 1962-1971 : J.-B. Voiselle
- 1971-1980 : Cyrille Mainguy
- 1980-1984 : Dominique Gonthier
- 1986-1990 : Raymond Chevalier
- 1991-1996 : Gaétan Boily
- 1996-2004 : Henri Labadie
- 2004-2007 : Richard Amnotte
- 2007-2014 : Richard Poitras
- 2014-2025 : Christian Paradis[5]

## Casernes

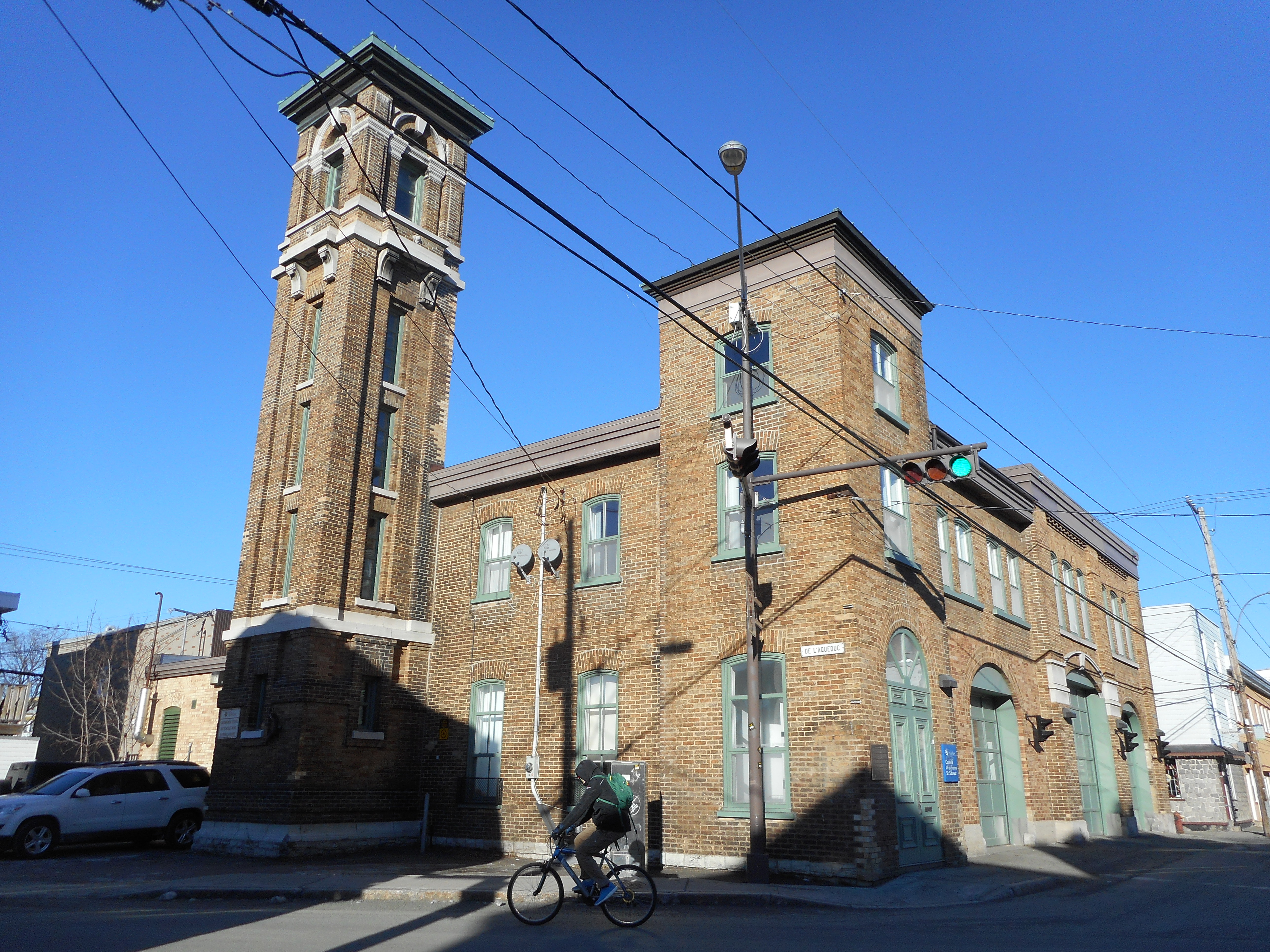
Caserne Georges-Émile-Tanguay (caserne 3)

Le SPCIQ compte 16 casernes sur le territoire de la Ville de Québec : 
| Numéro     | Adresse                                     | Construction | Arrondissement/Ville         |
| ---------- | ------------------------------------------- | ------------ | ---------------------------- |
| Caserne 1  | 140, Rue Saint-Jean, Québec                 | 1972         | La Cité-Limoilou             |
| Caserne 2  | 470, Boulevard des Capucins, Québec         | 2008         | La Cité-Limoilou             |
| Caserne 3  | 600, Avenue des Oblats, Québec              | 1893         | La Cité-Limoilou             |
| Caserne 4  | 70, Rue des Pins Ouest, Québec              | 1967         | La Cité-Limoilou             |
| Caserne 5  | 2345, Rue de la Rivière-du-Berger, Québec   | 1967         | Les Rivières                 |
| Caserne 6  | 8005 Rue des Saulois, Québec                | 2019         | Les Rivières                 |
| Caserne 7  | 255, Rue Clemenceau, Québec                 | 1978         | Beauport                     |
| Caserne 8  | 4252, Place Orsainville, Québec             | 1978         | Charlesbourg                 |
| Caserne 9  | 1130, Route de l'Église, Québec             | 1994         | Sainte-Foy–Sillery–Cap-Rouge |
| Caserne 10 | 1808, Avenue Jules-Verne, Québec            | 2023         | Sainte-Foy–Sillery–Cap-Rouge |
| Caserne 11 | 183, Route 138, Saint-Augustin-de-Desmaures | 2011         | Saint-Augustin-de-Desmaures  |
| Caserne 12 | 2056, Avenue Industrielle, Québec           | 2009         | La Haute-Saint-Charles       |
| Caserne 13 | 770, Rue des Rocailles, Québec              | 2008         | Les Rivières                 |
| Caserne 15 | 1445, Avenue Maguire, Québec                | 1965         | Sainte-Foy–Sillery–Cap-Rouge |
| Caserne 16 | 2528, Avenue Lapierre, Québec               | 2016         | La Haute-Saint-Charles       |
| Caserne 17 | 2681, Boulevard Louis-XIV, Québec           | 2008         | Beauport                     |

## Galerie

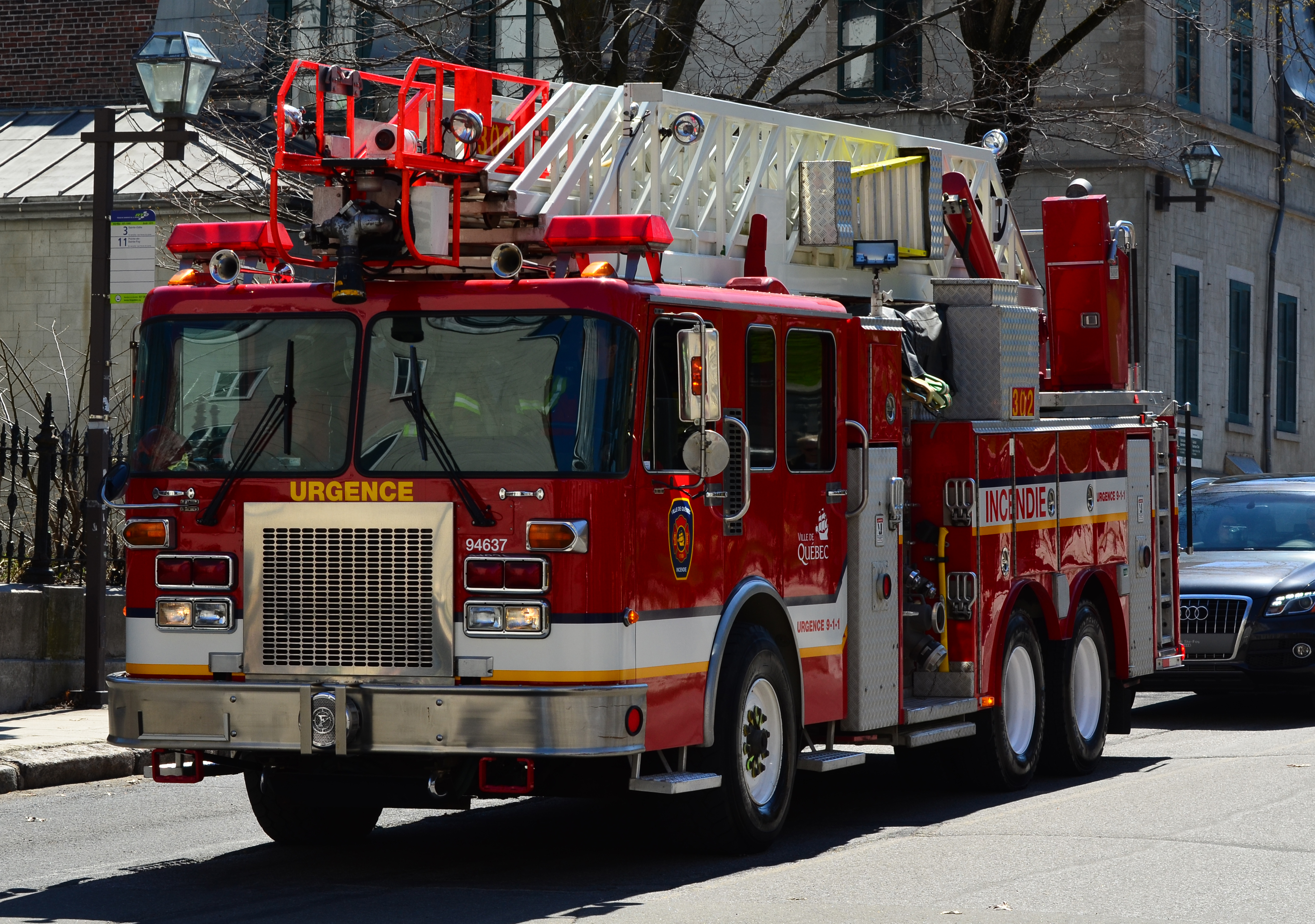
Échelle aérienne de la caserne 2 en 2012.
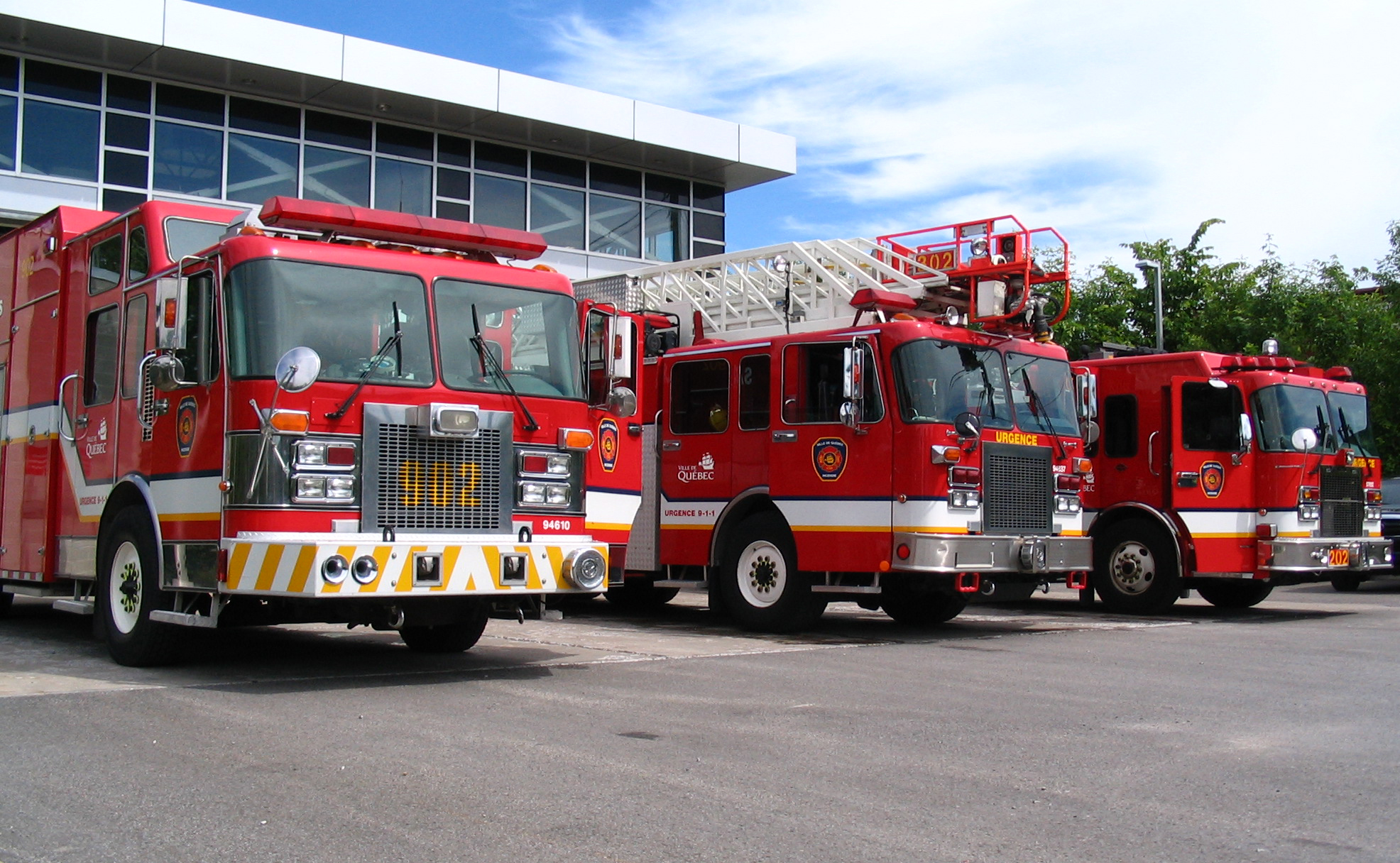
Camions incendie du SPCIQ à l'extérieur de la caserne 2 en 2012.